# 埼玉県道335号並木川崎線

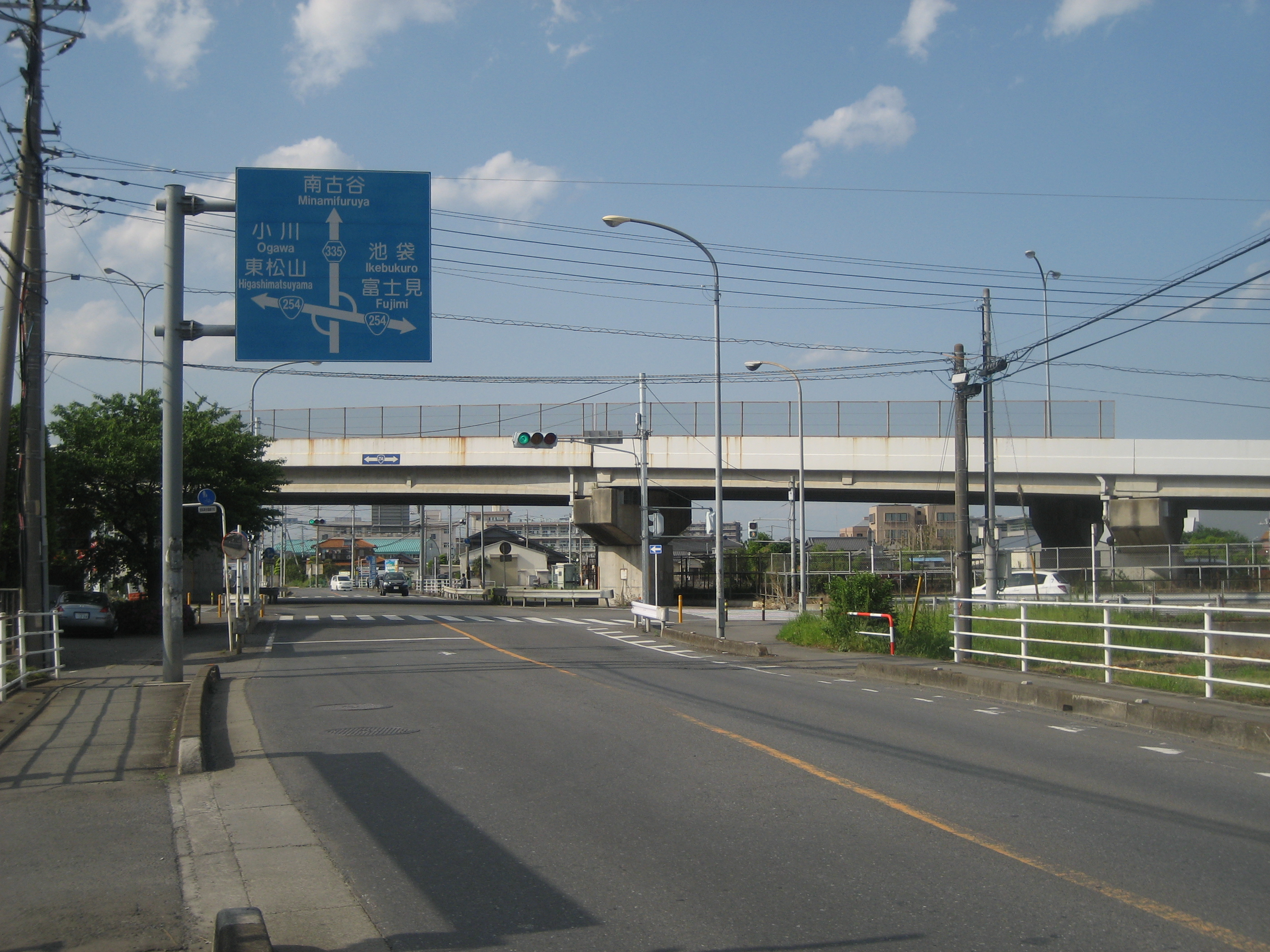
川越市木野目交差点付近（写真奥の高架は国道254号線富士見川越バイパス）

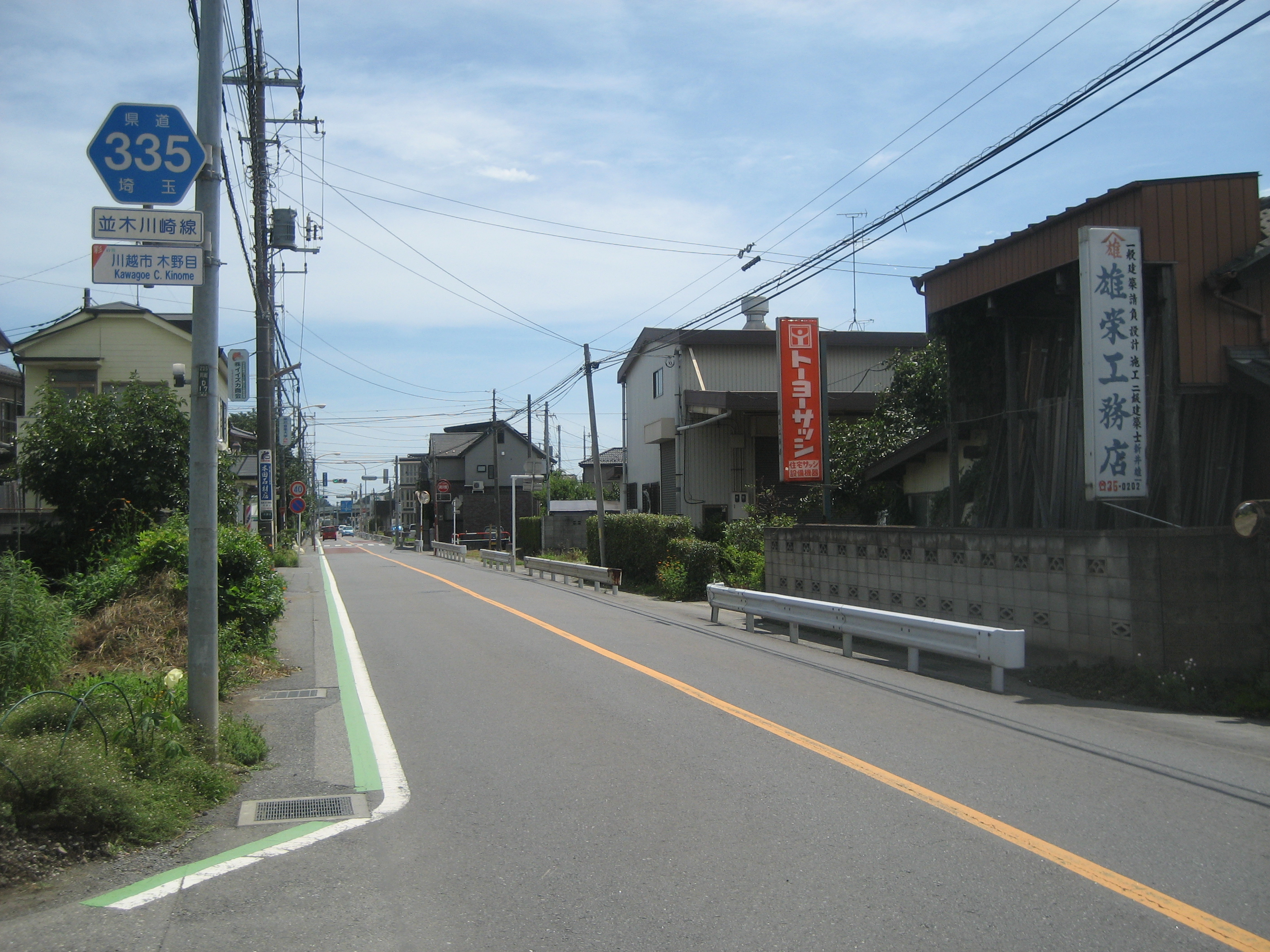
川越市木野目付近

埼玉県道335号並木川崎線（さいたまけんどう335ごう なみきかわさきせん）とは埼玉県川越市と同県ふじみ野市を結ぶ道路（一般県道）である。

## 起点・終点
- 起点：川越市大字並木「南古谷駅前交差点」（埼玉県道113号川越新座線交点）
- 終点：ふじみ野市川崎「川崎交差点」（埼玉県道56号さいたまふじみ野所沢線交点）

## 通過する自治体
- 埼玉県
  - 川越市
  - ふじみ野市

## 接続・交差する道路
| 交差する道路                                             | 交差点名       | 所在地     | 所在地 |
| -------------------------------------------------------- | -------------- | ---------- | ------ |
| 埼玉県道180号南古谷停車場線 埼玉県道113号川越新座線※起点 | 南古谷駅前     | 川越市     | 並木   |
| 埼玉県道336号今福木野目線                                | 南古谷小学校前 | 川越市     | 木野目 |
| 国道254号（富士見川越バイパス）                          | 木野目         | 川越市     | 木野目 |
| 埼玉県道56号さいたまふじみ野所沢線※終点                  | 川崎           | ふじみ野市 | 川崎   |

## 通過する主な橋
- 川崎橋（新河岸川）川越市、ふじみ野市境界

## 沿線の施設
川越市
- ベルク南古谷店
- 埼玉県警備業協会総合センター
- 川越市立南古谷小学校
- 東邦音楽大学

ふじみ野市
- 入間東部地区消防組合東消防署ふじみ野分署